# مرد پولدار مرد فقیر
مرد پولدار مرد فقیر (به تامیلی: Ameer Aadmi Gharib Aadmi) فیلمی هندی محصول سال ۱۹۸۵ و به کارگردانی امجد خان است. در این فیلم بازیگرانی همچون شاتورگان سینها، قادرخان، زینت امان، پروین بابی، امجد خان، آمیتاب باچان، شاکتی کاپور و شارات ساکسنا ایفای نقش کرده‌اند.